# Unforgettable (singel Marcus & Martinus)
Unforgettable – singel duetu Marcus & Martinus, wydany 2 marca 2024 przez wytwórnię Universal Music. Utwór napisali i skomponowali Jimmy „Joker” Thörnfeldt, Joy Deb, Linnea Deb oraz sami wykonawcy. Singel dotarł do 1. miejsca na oficjalnej szwedzkiej liście sprzedaży.
Utwór rywalizował w Melodifestivalen 2024. Artyści wystąpili w piątym półfinale i z pierwszego miejsca awansowali do finału, zorganizowanego 9 marca w Solnie. Kompozycja wygrała finał konkursu z sumą 177 punktów i została wybrana na reprezentanta Szwecji w 68. Konkursie Piosenki Eurowizji w Malmö. Duet stał się zatem pierwszym reprezentantem Szwecji w konkursie, w którym żaden członek nie posiada szwedzkiego obywatelstwa – pochodzi on bowiem z Norwegii.
7 marca 2024 roku w serwisie YouTube premierę miało oficjalne lyric video do piosenki.

## Lista utworów
| Digital download / media strumieniowe | Digital download / media strumieniowe | Digital download / media strumieniowe |
| Nr                                    | Tytuł utworu                          | Długość                               |
| ------------------------------------- | ------------------------------------- | ------------------------------------- |
| 1.                                    | „Unforgettable”                       | 2:48                                  |

## Notowania
| Kraj    | Notowanie (2024)  | Najwyższa pozycja |
| ------- | ----------------- | ----------------- |
| Polska  | AirPlay - Top     | 40                |
| Szwecja | Sverigetopplistan | 1                 |